# Witold Pikiel

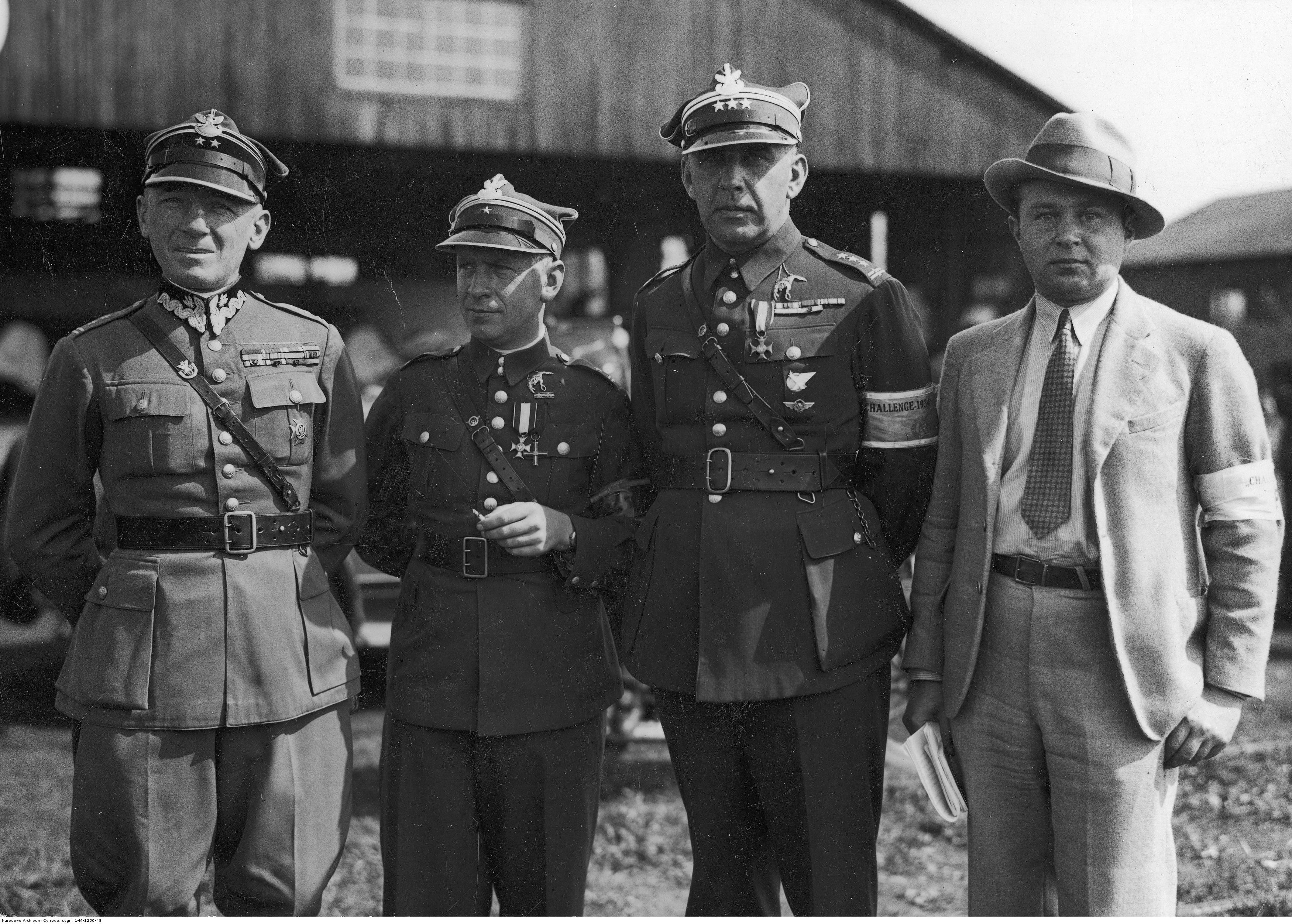
Foto: Witold Pikiel

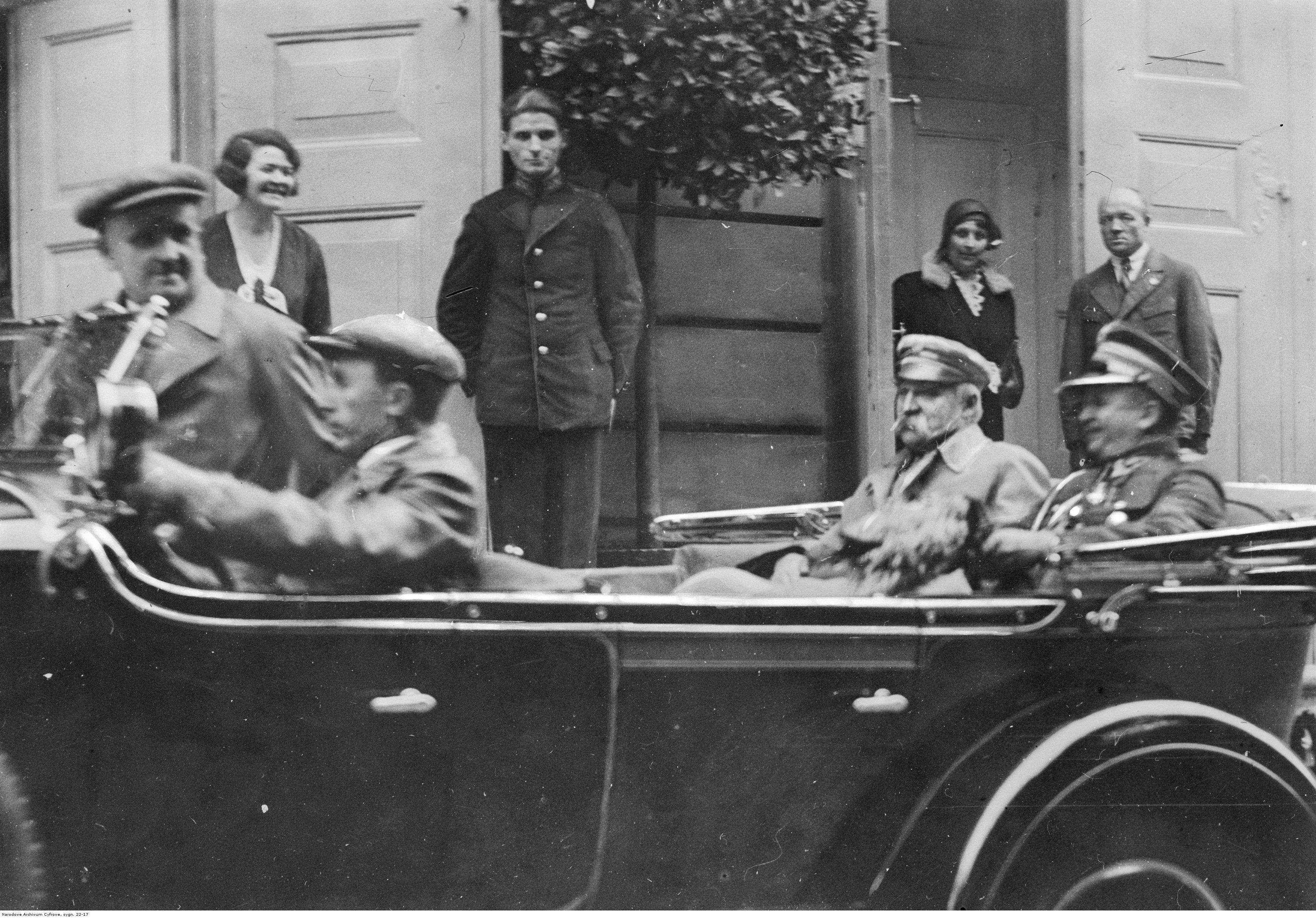
Foto: Witold Pikiel

Witold Pikiel (ur. 22 lipca 1889 w Warszawie, zm. 16 grudnia 1943 w Londynie) – polski fotograf, fotoreporter, korespondent wojenny. Pierwszy prezes Zarządu Syndykatu Fotoreporterów Polskich.

## Życiorys
Urodził się w rodzinie Jana i Franciszki ze Śledzińskich. W 1909 roku ukończył szkołę fotografii artystycznej. Od 19 lutego 1912 roku był mężem Stefanii Eugenii Rogalińskiej. Witold Pikiel związany z warszawskim środowiskiem fotograficznym – zawodowo związany z fotografią reporterską od 1918 roku, od chwili odzyskania przez Polskę niepodległości. Miejsce szczególne w jego twórczości zajmowała fotografia reportażowa związana z najważniejszymi wydarzeniami (m.in.) w Warszawie – fotografie Józefa Piłsudskiego, fotografie Ignacego Mościckiego, fotografie członków rządu, fotoreportaże z ważnych uroczystości odbywających się na terenie Zamku Królewskiego, Sejmu, Belwederu. Jego fotografie były publikowane w wielu ówczesnych ilustrowanych czasopismach, ukazujących się w całym kraju. Były podpisywane jego imieniem i nazwiskiem co przyczyniało się do coraz większej zauważalności fotoreportera. 
Od 25 lipca 1920 roku służył ochotniczo w Wojsku Polskim w 201 pułku szwoleżerów, później w 3 pułku szwoleżerów w stopniu starszy wachmistrz. Od 1925 roku był fotografem ilustratorem Wojskowego Instytutu Naukowo-Oświatowego.  
W 1933 roku został prezesem Zarządu (nowo powstałego) Syndykatu Fotoreporterów Polskich w Warszawie. Po klęsce wrześniowej w 1939 roku Witold Pikiel przebywał na terenie Francji i Anglii, gdzie pracował jako fotoreporter wojskowy oraz korespondent wojenny. Zajmował się m.in. fotograficzną dokumentacją organizacji, życia i funkcjonowania oddziałów polskich na terenie Anglii i Szkocji.
Zmarł 16 grudnia 1943 roku, został pochowany 18 grudnia na cmentarzu Brookwood w hrabstwie Surrey. Fotografie Witolda Pikiela znajdują się (m.in.) w zbiorach Narodowego Archiwum Cyfrowego oraz Muzeum Fotografii w Krakowie.

## Ordery i odznaczenia
- Medal Pamiątkowy za Wojnę 1918–1921[3]
- Medal Dziesięciolecia Odzyskanej Niepodległości[3]
- Medal 3 Maja[3]